# 鶴瓶&ナイナイのちょっとあぶないお正月
『鶴瓶&ナイナイのちょっとあぶないお正月』（つるべないないのちょっとあぶないおしょうがつ）は2022年1月からABEMAおよびテレビ朝日で配信・放送される特別番組。約20年間続いた特別番組『志村&鶴瓶のあぶない交遊録』の志を受け継ぐ正月特別番組として企画された。笑福亭鶴瓶とナインティナインの冠番組。

## 概要
『志村&鶴瓶のあぶない交遊録』の2021年版がABEMAで配信されたことを受け、後継番組が『鶴瓶＆ナイナイの体当たりカレンダー 2022』（つるべナイナイのたいあたりカレンダー2022）のタイトルで立案。2022年1月2日の23:00 - 24:30にABEMAで配信された。テレビ朝日でも1月3日（2日深夜）2:10 - 2:40に30分の『鶴瓶＆ナイナイの体当たりカレンダー2022 スペシャルダイジェスト版』として放送された。
2023年1月2日（1日深夜）、0:30 - 2:00には『鶴瓶&ナイナイのちょっとあぶないお正月』として配信。「元祖英語禁止ボウリング」を復活させるなど「あぶない交遊録」色を強くさせた。テレビ朝日では1月4日（3日深夜）の0:15 - 0:45に30分の『鶴瓶&ナイナイのちょっとあぶないお正月 ダイジェスト版』として放送された。
2024年は『鶴瓶&ナイナイのちょっとあぶないお正月2024』として、ABEMAでは1月1日23:00から0:30。テレビ朝日では1月3日（2日深夜）0:10から30分番組に再編集され放送される。
2025年は『鶴瓶＆ナイナイのちょっとあぶないお正月2025』としてABEMAでは1月1日23:00から、テレビ朝日では1月4日（3日深夜）1時10分から30分番組に再編集され放送予定。

## 出演者

### 全編出演（メイン司会）
- 笑福亭鶴瓶
- ナインティナイン(岡村隆史、矢部浩之)

## 番組コーナー

### ヒーローに変身で決定的瞬間
戦隊ヒーロー風衣装の鶴瓶と岡村が女性を助けに行く。ただしその過程には爆弾が仕掛けており、爆風を避け、覆面軍団をカッコよく倒すなどの関門を抜けて向かわなければならない。2022年のみ配信。

### 熱愛スクープで決定的瞬間
女性芸能人と熱愛スクープされることを狙い、実際にデートを行う。その最中、奇遇にもホルスタイン・モリ夫が現場に鉢合わせてしまう。2022年のみ配信。

### 次世代 ”混浴” で決定的瞬間
混浴志願者とリレー形式でリモート混浴を行い、トークを行う。ホルスタイン・モリ夫が岡村のファン「かな」として毎回一般参加している。
2023年は「リモート混浴」と改題の上、前身の美女トークコーナー要素が盛り込まれ、ゲストの武尊の憧れの女優である田中美保がサプライズでリモート出演した。

### 元祖 英語禁止ボウリング
2023年より開始。鶴瓶チームとナインティナインチームに分かれ、英語禁止ルールでボウリング対決を行う。英単語1ワードにつき、1000円の罰金。ルールは前身番組にあたる『志村&鶴瓶のあぶない交遊録』での元祖英語禁止ボウリングに準ずる。ロケーションは東京ポートボウル。
ストライクやスペア、ピンクピンを倒すと登場美女からのご褒美がもらえる。博士と助手美女（加美杏奈）など一部配役は前身番組から続投されるが、基本的にオーディションで選出されている。ゴールデンピンで助っ人が登場。助っ人がストライクやピンクピンを倒した場合も、ご褒美は本来そのフレームで投球予定だったプレイヤーが受けられる。
勝敗は2023年は鶴瓶チームが勝利。2024年、2025年はナイナイチームが勝利。
2023年は新要素としてブルーピンが導入され、倒すと美容健康サービスが受けられると題し、ゆにばーす・はらがヘアメイクを担当した。
進行役は山里亮太。鶴瓶チームには宮川大輔が加入。2023年の勝者は鶴瓶、宮川チーム。配信版では過激過ぎて本編全カットされたというエロローラー水着塗り合戦美女（小倉由菜）の模様が7秒ほど配信された。
2024年版は鶴瓶チームの助っ人として三村マサカズ、アキレス腱断裂治療中の岡村を支えるナイナイチーム助っ人として山本圭壱が参加。進行役は前年と変わらず山里亮太。
2025年度は引き続き進行役を山里が務め、鶴瓶チームとして蛍原徹が参加。助っ人として風間俊介、関口メンディーが参加する。

## 各年の概要

### 2022年
鶴瓶＆ナイナイの体当たりカレンダー 2022
ゲスト：高岡早紀、黒谷友香、ホルスタイン・モリ夫（モリマン）、野呂佳代
- 「ヒーローに変身で決定的瞬間」をメインに配信。ゲストは主に「熱愛スクープで決定的瞬間」に出演した。

### 2023年
鶴瓶&ナイナイのちょっとあぶないお正月
ゲスト：板倉滉、ゆにばーす・はら、EXILE・NAOTO、じゅんいちダビッドソン、ホルスタイン・モリ夫（モリマン）、武尊、田中美保
- 「英語禁止ボウリング」[19]、「リモート次世代 ”混浴” 」を配信[18]。テレビ朝日ダイジェスト版では「英語禁止ボウリング」短縮版を放送。

### 2024年
鶴瓶&ナイナイのちょっとあぶないお正月2024
ゲスト：伊藤英明、山本圭壱、ホルスタイン・モリ夫（モリマン）、義江和也（猿河）、ラパルフェ都留
- コーナーとしては「鶴瓶＆ナイナイの英語禁止ボウリング2024」のみを配信[4]。
- また、本年はABEMAビデオで特別コンテンツを用意。ご褒美美女たちのオーディション、リハーサルから本番の裏側を見せる14分の番組「ザ・ビフォフェッショナル」を配信[21]。

### 2025年
鶴瓶&ナイナイのちょっとあぶないお正月2025
ゲスト：風間俊介、関口メンディー、棚橋弘至、ホルスタイン・モリ夫（モリマン）、ダンディ坂野
- 本編では前身番組と同じくご褒美美女の名前のテロップ表示はされないが、セクシー女優の知名度上昇などもあり、前年同様オーディション、リハーサル模様を追う12分の「セクシー女優のちょっとあぶない舞台裏」、ABEMAプレミアム限定の41分番組である「セクシー女優のちょっとあぶない舞台裏と危険なホテル女子会」を配信。こちらでは出演者テロップを出している。ホテル女子会の出演者は浅野こころ、うんぱい、金松季歩、倉木華、釈アリス、花柳杏奈、MINAMO、楪カレン[22]。